# Yamanashi
Yamanashi (山梨市 Yamanashi-shi?) este un municipiu din Japonia, prefectura Yamanashi.
Conform anului 2015, orașul avea o populație estimată la 34.969 și o densitate a populației de 121 de persoane pe km2. Suprafața sa totală este de 289,80 km2.

## Geografie
Orașul este situat în zona central nordică a prefecturii Yamanashi, prefectură situată în regiunea Chūbu, de pe insula Honshu.

## Istorie
Satul Yamanashi a fost înființat la data de 1 iulie 1942, când două cătune mici din districtul Higashiyamanashi s-au unit. A fost recunoscut oficial ca și oraș la data de 1 iulie 1954. Pe 22 martie 2005, Yamanashi a înglobat orașul Makioka și satul Mitomi (ambele fiind din districtul Higashiyamanashi).

## Economie
Economia orașului Yamanashi se bazează în principal pe horticultură, strugurii și piersicile fiind principalele produse ce sunt obținute.

## Educație
Yamanashi are 12 școli elementare, 3 licee și 2 universități.

## Transport

#### Căi ferate
- Compania Căilor Ferate ale Japoniei Centrale- Linia principală Chūō
  - Yamanashishi - Higashi-Yamanashi

#### Autostrăzi
- Ruta Naționala Japoneză 140
- Ruta Naționala Japoneză 411

## Atracții locale
- Seihaku-ji – Templu Budist
- Oimatakubo-Hachimangu - altar budist

## Galerie

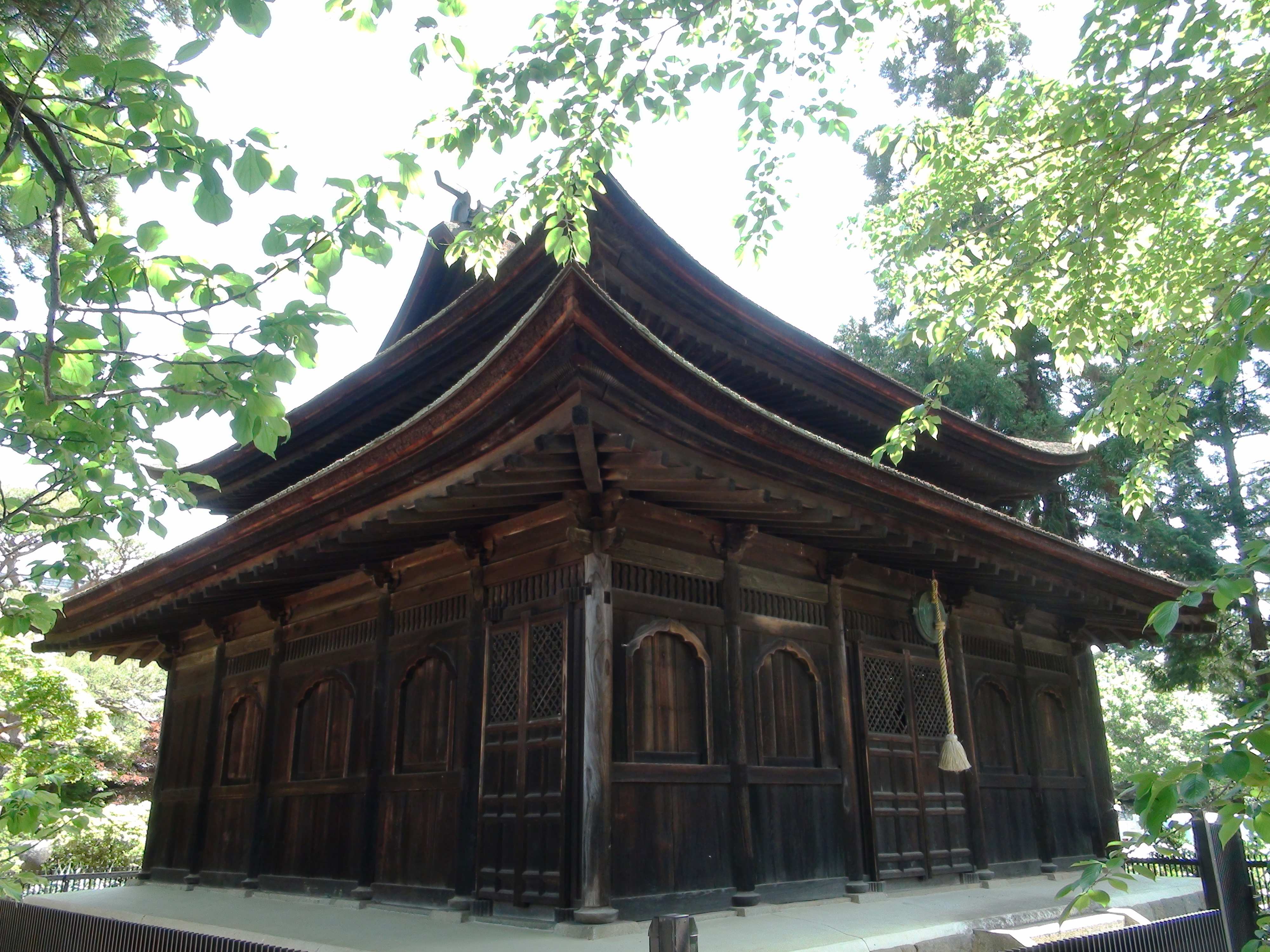
Templul Budist Seihaku-ji

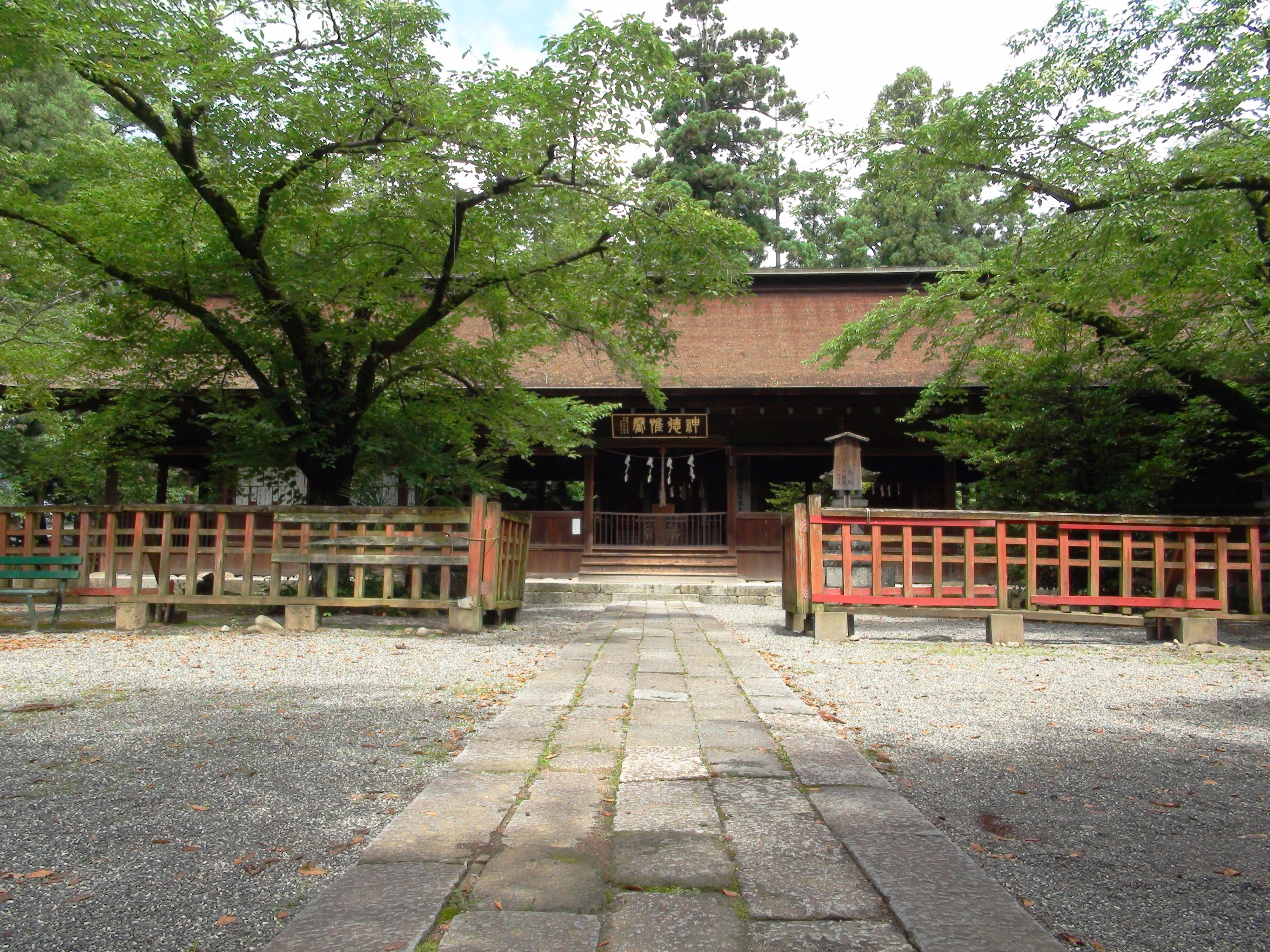
Altarul Oimatakubo-hachiman